# Oan Mane
Oan Mane is een bestuurslaag in het regentschap Belu van de provincie Oost-Nusa Tenggara, Indonesië. Oan Mane telt 880 inwoners (volkstelling 2010).